# Hana Mazi Jamnik
Hana Mazi Jamnik, född 8 december 2002 i Medvode, Slovenien, död 11 augusti 2022 i Stavanger (efter olycka i Strand), Norge, var en slovensk längdskidåkare. Hon deltog i två tävlingar i längdskidor vid ungdoms-OS 2020.

## Karriär
Jamnik blev uttagen till Sloveniens skideskyttlandslag, och deltog i Olympiska vinterspelen för ungdomar 2020. I september 2021 blev hon juniorvärldsmästare på rullskidor i Val di Fiemme i Italien.
Hon kom på tolfteplats på fem kilometer i junior-VM i Vuokatti i februari 2021, vilket blev hennes bästa individuella resultat på snö. Jamnik deltog även i Juniorvärldsmästerskapen i nordisk skidsport 2022 i Lygna. Hon tränades av norske Ola Vigen Hattestad.

## Död
Den 11 augusti 2022 hade Jamnik träningsuppehåll tillsammans med det slovenska landslaget i Sandnes. Hon blev påkörd av en lastbil när hon var ute och åkte rullskidor vid Botsheitunnelen söder om Jørpeland i Strand kommun i Rogaland. Jamnik fördes med ambulanshelikopter till Stavangers universitetssjukhus, men hennes liv kunde inte räddas. Hon blev 19 år gammal.